# Die Sklavenkarawane (Film)
Die Sklavenkarawane ist ein Kinofilm von Georg Marischka nach Motiven von Karl May (Karl-May-Film). Es war der erste Karl-May-Film in Farbe. Das Drehbuch hat jedoch vom Originalroman, in dem Kara Ben Nemsi und Hadschi Halef Omar gar nicht vorkommen, nicht viel übrig gelassen. Die Hauptrollen sind mit Viktor Staal und Georg Thomalla sowie Theo Lingen, Fernando Sancho und Mara Cruz besetzt.
Die Uraufführung des Films erfolgte am 11. Dezember 1958 im „Europa-Palast“ in Düsseldorf. Im Ko-Produzentenland Spanien lief der Film unter dem Titel Caravana de esclavos. Die Regie lag dort bei Ramón Torrado.

## Handlung
Der deutsche Weltreisende Kara Ben Nemsi kämpft mit seinem arabischen Weggefährten Hadschi Halef Omar aus dem Stamme der Haddedihn an Oberen Nil gegen die Sklavenjäger des gefürchteten Abu el Mot. Sie haben sich einer Karawane angeschlossen, werden aber überfallen und gefangen genommen.
Kara und Halef gelingt die Flucht. Sie erreichen den Nil und gelangen nach Faschoda. Dort befreit Kara das Mädchen Senitza aus einem Harem und erhält Verstärkung durch den Sklaven Hamid. Hamid ist in Wahrheit ein entführter Fürstensohn, der Senitza zu seiner Frau machen möchte.
Als Abu el Mot in die Enge getrieben wird, nimmt dieser die schöne Senitza und Hamid als Geisel mit auf die Flucht. Im Eingeborenendorf Omballa kann er auch Kara gefangen nehmen, der aber von Halef gerettet wird.
Kara Ben Nemsi kann Senitza befreien und Abu el Mot unschädlich machen. Zusammen mit seinem Freund Halef reitet er neuen Abenteuern entgegen.

## Hintergrund
Ursprünglich wollte die Münchner Filmgesellschaft Bavaria den Roman verfilmen, und Autor Kurt Heuser schrieb dazu ein Drehbuch. Mit der Zusage, den Verleih zu übernehmen und einen Teil der Produktionskosten mit Wechseln vorzufinanzieren, verkaufte der Konzern die Rechte an die kleine Münchner Produktionsgesellschaft DCF von Heinz Neubert. Georg Marischka überarbeitete Heusers Drehbuch und legte im April 1958 seine Arbeit vor.
Der ursprüngliche Plan, an Originalschauplätzen zu drehen, wurde aufgegeben, daher entstand der Großteil des Films in der Nähe von Madrid. Der spanische Produzent Jesus Saiz erhielt die Auswertungsrechte des Films für Spanien und die Spanisch sprechenden Gebiete Südamerikas.
Mitte Juli 1958 begannen die Dreharbeiten mit Innenaufnahmen in Halle 5 der Sevilla-Studios. Gleich zu Beginn kam es zu einem Unfall, als bei einer Fechtszene Rafael Luis Calvos’ Mittelfingersehne durchschlagen wurde und genäht werden musste. Am Tajo in der Nähe von Aranjuez entstand das Eingeborenendorf Omballa. Anfang Oktober verunglückte der 23-jährige Schauspieler Joseph Albert von Rempert tödlich. Er sollte den Sturz in eine Schlucht simulieren und zog sich dabei Brüche an Schädelbasis und Wirbelsäule zu. Am 20. November, mehrere Wochen später als geplant, waren die Dreharbeiten beendet.
Bei einer Premierenvorstellung im Münchner Stachus-Filmpalast am 8. Januar 1959 kam es zu einem Eklat. Georg Thomalla stellte seine Kollegen vor und nannte dabei absprachegemäß Mara Cruz als erste. 60 Sekunden nach Beginn der Ansage verließ Viktor Staal ohne Erklärung aufgebracht das Kino. Bei den weiteren Großstadtpremieren fehlte Staal nun von Beginn an. Beim Auftritt im Berliner Ufa-Pavillon beschäftigte sich Thomalla zehn Minuten allein mit der Vorstellung von Mara Cruz.
An der Kinokasse lief die Sklavenkarawane mit zufriedenstellendem Erfolg, sodass eine Fortsetzung beschlossen wurde, die dann als Der Löwe von Babylon erschien.

## Synchronisation
Aufgrund der zahlreichen spanischen Schauspieler war für die deutsche Fassung eine Synchronisation notwendig:
| Rolle               | Darsteller         | Stimme           |
| ------------------- | ------------------ | ---------------- |
| Kara Ben Nemsi      | Viktor Staal       | Viktor Staal     |
| Hadschi Halef Omar  | Georg Thomalla     | Georg Thomalla   |
| Sir David Lindsay   | Theo Lingen        | Theo Lingen      |
| Senitza             | Mara Cruz          | Rosemarie Fendel |
| Abu el Mot          | José Guardiola     | Helmo Kindermann |
| Murat Ibrahim       | Rafael Luis Calvo  | Wolf Ackva       |
| Hamid               | Julio Núñez        | Kurt E. Ludwig   |
| Mudir aus Faschodah | Antonio Casas      | Ernst Konstantin |
| Scheich             | José Manuel Martín | Werner Lieven    |

## Auszeichnung
- Prädikat „Wertvoll“ der Filmbewertungsstelle.

## Sonstiges
Der Film wurde als zweiter Karl-May-Film am 28. November und 5. Dezember 1965 im deutschen Fernsehen im Programm der ARD in Schwarzweiß ausgestrahlt, da es noch kein Farbfernsehen gab, nach seinem Nachfolger „Der Löwe von Babylon“.
Der Darsteller des Prof. Pfotenhauer, Fernando Sancho, spielte in den Verfilmungen der 1960er Jahre in den Verfilmungen Durchs wilde Kurdistan und Im Reiche des silbernen Löwen, ebenfalls mit, da dann aber aufgestiegen als „Padischa“.
Der Film hält den Rekord als der Karl-May-Film, von dem es die meisten Super8-Ausschnittfassungen gibt.

## Kritiken
„Bunt und jugendtümlich, aber mehr Starlustspiel als Abenteuerfilm, so daß die Erinnerung an Karl May sich kaum bestätigt.“

„Mehr Klamauk als Abenteuer.“

## Medien

### Soundtrack
- Wilder Westen – Heißer Orient – Karl-May-Filmmusik 1936–1968 – Bear Family Records BCD 16413 HL – 8 CDs mit 192 Seiten Filmbuch